# Nhiệt

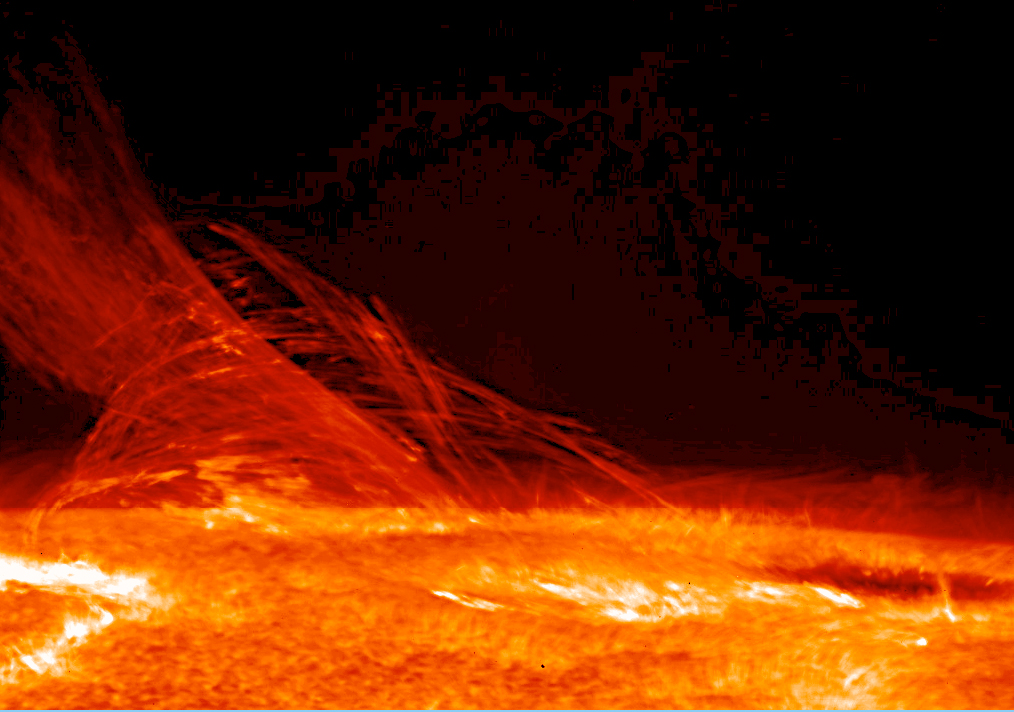
Nhiệt từ Mặt trời cung cấp nguồn gốc cho sinh vật trên Trái Đất.

Nhiệt là một dạng năng lượng dự trữ trong vật chất nhờ vào chuyển động nhiệt hỗn loạn của các hạt cấu tạo nên vật chất.
Trong vật chất, các phân tử cấu tạo nên vật chuyển động hỗn loạn không ngừng, do đó chúng có động năng. Động năng này có thể chia làm động năng chuyển động của khối tâm của phân tử, cộng với động năng trong dao động của các nguyên tử cấu tạo nên phân tử quanh khối tâm chung, và động năng quay của phân tử quanh khối tâm. Tổng các động năng này của các phân tử chính là nhiệt năng của vật.
Nhiệt năng có quan hệ chặt chẽ với nhiệt độ. Nhiệt độ của vật càng cao thì các phân tử cấu tạo nên vật chuyển động càng nhanh và nhiệt năng của vật càng lớn. Nhiệt năng có thể được trao đổi giữa các vật hay hệ thống do sự khác biệt về nhiệt độ.
Nhiệt năng có thể được tạo ra hoặc thay đổi, bằng cách chuyển hóa giữa năng lượng có hướng (thế năng, động năng định hướng trên tầm vĩ mô) và năng lượng hỗn loạn, qua các quá trình vĩ mô như thực hiện công năng lên vật hoặc trao đổi nhiệt vĩ mô vào vật hoặc các quá trình vi mô như các phản ứng hóa học (như sự cháy), phản ứng hạt nhân (như phản ứng tổng hợp hạt nhân bên trong Mặt Trời), sự ma sát giữa các electron với mạng tinh thể (trong bếp điện) hay ma sát cơ học. Nhiệt có thể được trao đổi qua các quá trình bức xạ, dẫn nhiệt hay đối lưu. Lượng nhiệt năng dự trữ hay chuyển tải trên các vật còn gọi là nhiệt lượng và thường được ký hiệu trong các tính toán bằng chữ Q.

## Đại lượng quá trình
Nhiệt cũng giống như công, luôn gắn liền với các quá trình biến đổi, vì vậy có thể coi nhiệt là một đại lượng quá trình, khác với đại lượng trạng thái.
Theo bảo toàn năng lượng (định luật về sự bảo toàn năng lượng), sự liên hệ giữa các thay đổi nội năng dU, nhiệt dQ và công dW
{\displaystyle dU=dQ+dW}
Theo định luật hai nhiệt động lực học, nhiệt được truyền từ hệ thống có nhiệt độ cao hơn đến hệ thống có nhiệt độ thấp hơn cho đến khi chúng đạt được sự cân bằng nhiệt. Trong nhiều hệ thống, nhiệt lượng trao đổi dQ thường tỉ lệ thuận với nhiệt độ chênh lệch dt
{\displaystyle dQ=CVdt} ở thể tích không đổi.
Cũng có thể biểu diễn công thức trên ở dạng:
{\displaystyle dQ=c.m.dt}
với: 
- c: nhiệt dung riêng(J/Kg.k)
- m: khối lượng (kg)

(theo Joseph Fourier)